# Comanche (Bolivia)
Comanche es una localidad y municipio de Bolivia, ubicado en la provincia de Pacajes del departamento de La Paz. 
Este municipio fue creado el 2 de marzo de 1983.
Según el último censo oficial realizado por el Instituto Nacional de Estadística de Bolivia (INE) en 2012, el municipio cuenta con una población de 3880 habitantes y está situado a una altitud promedio de 3900 metros sobre el nivel del mar.
El municipio posee una extensión superficial de 10 584 km² y una densidad de población de 8,38 hab/km² (habitante por kilómetro cuadrado).

## Clima
El clima del municipio de Comanche se caracteriza por ser frío y seco. Su temperatura media anual es de 17,9 °C.

## Geografía
El municipio de Comanche se encuentra ubicado en la provincia de Pacajes. Específicamente al norte del Municipio de Viacha, al oeste con el municipio de Caquiaviri y al este con los municipios de Collana y Colquencha.

## Demografía
De acuerdo con el censo boliviano de 2024, la población del municipio de Comanche es de 5 201 habitantes.
La población del municipio aumentó casi una cuarta parte entre 1992 y 2024:
| Año  | Población | Fuente                  |
| ---- | --------- | ----------------------- |
| 1992 | 4 196     | Censo boliviano de 1992 |
| 2001 | 3 862     | Censo boliviano de 2001 |
| 2012 | 3 880     | Censo boliviano de 2012 |
| 2024 | 5 201     | Censo boliviano de 2024 |

## Turismo
Los principales atractivos de este municipio son:
- Cerro de Comanche
- Parque nacional de Comache
- La Puya raymundi
- Aguas termales de comanche